# Albert E. Green
Albert Edward Green  (* 11. November 1912 in London; † 12. August 1999) war ein britischer Angewandter Mathematiker und Ingenieurwissenschaftler für Mechanik.

## Leben
Green studierte an der Universität Cambridge, wo er Vorlesungen von Sydney Goldstein, Arthur Eddington und G. I. Taylor hörte. 1932 wurde er Erster im ersten Teil der Tripos-Prüfungen in Mathematik und 1934 wurde er Wrangler im zweiten Teil. Er wurde nach ersten viel versprechenden Veröffentlichungen 1936 Fellow des Jesus College, erhielt 1936 den Smith-Preis, promovierte 1937 bei Taylor. Mit Taylor veröffentlichte er in den 1930er und 1940er Jahren eine Serie von Arbeiten über Spannungsverteilung in anisotropen Platten. Er wurde 1939 Lecturer an der University of Durham und war danach ab 1948 Professor für Angewandte Mathematik an der University of Newcastle upon Tyne (damals King’s College der Universität Durham).  In Newcastle leitete er zunächst die Mathematik-Fakultät mit Werner Wolfgang Rogosinski und nach dessen Emeritierung 1959 allein. 1959 bis 1962 war er auch Dekan der Faculty of Science. Green war ab 1968 Sedleian Professor of Natural Philosophy an der Universität Oxford (wo der Elastizitätstheoretiker Augustus Edward Hough Love einer seiner Vorläufer war). 1977 emeritierte er.
1955/56 und 1963/64 war er Gastprofessor an der Brown University (bei Ronald S. Rivlin). Als häufiger Gastprofessor an der University of California, Berkeley, arbeitete er mit Paul M. Naghdi zusammen.
Green war zu seiner Zeit einer der führenden britischen Wissenschaftler, die sich mit linearer und nach dem Zweiten Weltkrieg zunehmend mit nichtlinearer Elastizitätstheorie beschäftigten. Dabei arbeitete er auch mit Wolfgang Zerna zusammen, der 1948/49 im akademischen Austausch mit Deutschland in Newcastle war (später war er Professor in Hannover). Mit Rivlin befasste er sich als einer der Ersten mit der Mechanik von Materialien mit Gedächtnis. Ab Mitte der 1960er Jahre befasste er sich vor allem mit Thermodynamik in Kontinua, der Theorie elastisch-plastischer Kontinua (mit Naghdi) und verschiedenen hydrodynamischen Problemen (wie Jets aus idealen Flüssigkeiten).
1943 erhielt er einen Sc. D. der Universität Cambridge, 1968 einen D. Sc. der Universität Oxford, 1969 der Universität Durham und 1977 der National University of Ireland. 1958 wurde er Fellow der Royal Society. 1974 erhielt er die Timoschenko-Medaille und 1983 die Von-Karman-Medaille.
Er war seit 1939 verheiratet.

## Schriften
- mit Wolfgang Zerna: Theoretical Elasticity. Clarendon Press, Oxford 1954; 2. Auflage: 1968.
- mit J. E. Adkins: Large elastic deformations and nonlinear continuum mechanics. Clarendon Press, Oxford 1960; 2. Auflage: 1970.